# Centrale nucleare di Xiapu (FBR)
La centrale nucleare di Xiapu è una centrale nucleare cinese situata presso la città di Xiapu, nella provincia del Fujian. La centrale è il primo impianto commerciale di tipologia autofertilizzante, preceduto dal reattore sperimentale CEFR, che ne è una versione in scala.
L'impianto è situato di fianco a quello di Xiapu (PWR).